# Basílica de San Giorgio Maggiore
San Giorgio Maggiore és una església de culte catòlic, amb categoria de basílica, a la petita illa de San Giorgio Maggiore, a Venècia, Itàlia. Forma part del monestir homònim. Tots dos van ser construïts per l'arquitecte de Vicenza, Andrea Palladio, i són una de les seves obres més destacades.
La façana presenta forma de temple clàssic, amb una sola entrada i quatre columnes compostes sobre alts plints i entaulament per damunt sostenint un timpà clàssic. La solució inventada per Palladio per a aquesta façana és fantasiosa i és una contribució original a la resolució d'un dels problemes més sentits pels arquitectes renaixentistes, això és, trobar la manera de dotar d'un aspecte inspirat en el temple clàssic a un edifici tripartit com l'església cristiana de tres naus. L'interior serè de proporcions perfectes també és típic de Palladio. L'edifici es va acabar l'any 1576, mentre que la façana es va completar l'any 1610 per Vincenzo Scamozzi, trenta anys després de la mort del mestre.
A l'església es conserven els últims quadres que va pintar Tintoretto: L'Últim sopar (1592-1594), La recollida del mannà (1594) i La deposició (1592-94). Les dues primeres es troben en els murs del presbiteri, i l'última a la Capella dels morts.